# Ніколоз Басілашвілі
Ніколоз Басілашвілі (груз. კოლოზიკოლოზ ბასილაშვილი, латиніз.: tr; нар. 23 лютого 1992 року — професійний грузинський тенісист. У липні 2018 року він кваліфікувався на Відкритий чемпіонат Німеччини в Гамбурзі і виграв його, перемігши Леонардо Майєра у фіналі і став першим грузинським гравцем, який коли-небудь вигравав турнір ATP. У жовтні 2018 року Басілашвілі отримав свій другий титул ATP на  China Open, вигравши у фіналі у № 4 світового рейтингу Хуана Мартіна дель Потро. 4 березня 2019 року він здобув 18 місце у рейтингу ATP.

## Кар'єра
У 2015 році він кваліфікувався на перший турнір Великого шолома — Roland Garros 2015, програвши в першому раунді Танасі Коккінакісу. Йому також вдалося потрапити до Вімблдону в тому ж році, де побив Факундо Багніса і 15-го на той час Фелісіано Лопеса, перейшовши в третій раунд у перший раз у його кар'єрі. Крім того, йому вдалося потрапити до US Open, де він програв Фелісіано Лопесу в першому раунді в двох сетах.
У 2016 році він кваліфікувався на перший Australian Open, програвши перший раунд у двох сетах на Роджеру Федереру. Пізніше в липні того ж року, Басілашвілі досяг свого першого фіналу турніру ATP — Austrian Open Kitzbühel, де програв Паоло Лоренці у двох сетах. Він вперше переміг над тенісистом з «Топ-10» у жовтні, коли переміг Томаш Бердиха (який тоді був 10-м) на Vienna Open.
У лютому 2017 року Басілашвілі взяв участь у ATP Sofia Open, він переміг Адріана Маннаріно, 1-го сіяного Домініка Тіма і 8-го сіяного Мартина Клижана, перш ніж програв 3-му сіянному і можливому чемпіону Григору Димитрову в півфіналі. Басілашвілі продовжив показувати добру форму на Memphis Open, де переміг 1-го сіяноо Іво Карловича і пізніше вийшов у фінал, програвши Раяну Гаррісону в двох сетах. У червні 2017 року Басілашвілі був на 51 місці в одиночному рейтингу. Він досяг трьох півфіналів і одного фіналу протягом року. На French Open після перемоги над Жилєм Сімоном та Віктором Троїцьким Басілашвілі програв майбутньому чемпіону Рафаелю Надалю у третьому турі, вигравши лише одну гру в трьох сетах.
У липні 2018 року він кваліфікувався на Відкритий чемпіонат Німеччини в Гамбурзі і виграв його, перемігши Леонардо Майєра 6-4, 0-6, 7-5 у фіналі і став першим грузинським гравцем, який коли-небудь вигравав турнір ATP. Після цієї перемоги Басілашвілі піднявся до 35-го місця у світовому рейтингу, найвище місце яке будь-коли займав гравець з Грузії. У жовтні 2018 року він завоював свій другий титул ATP, вигравши у Хуан Мартін дель Потро у фіналі China Open. У грудні в Досі він програв Новаку Джоковичу у трьох сетах після того, як побив Альберта Рамос-Віньоласа і Андрія Рубльова.
У 2019 році він програв у чотирьох сетах Стефаносу Ціціпасу на Australian Open після того, як переміг двох кваліфікованих у чотирьох і п'яти сетах. На турнірі ATP 500 у Роттердамі у лютому 2019 року він побив Чон Хьона і Мартона Фучовича перед тим, як програти 1-му сіяному Кею Нісікорі. Його виступ підняв його до 19 місця.

## Фінали турнірів ATP

### Одиночний розряд: 9 (5 титулів, 4 поразки)
| Легенда                      |
| ---------------------------- |
| Турніри Великого шлему (0–0) |
| Тур ATP Мастерс 1000 (0–1)   |
| Тур ATP 500 (3–0)            |
| Тур ATP 250 (2–3)            |

| Титули за покриттям |
| ------------------- |
| Тверде (2–3)        |
| Ґрунт (3–1)         |
| Трава (0–0)         |

| Титули by setting |
| ----------------- |
| Під небом (5–3)   |
| У залі (0–1)      |

| Результат | В-П | Дата     | Турнір                               | Tier         | Покриття   | Опонент                | Рахунок       |
| --------- | --- | -------- | ------------------------------------ | ------------ | ---------- | ---------------------- | ------------- |
| Поразка   | 0–1 | Лип 2016 | Austrian Open Kitzbühel, Австрія     | 250 Series   | Ґрунт      | Паоло Лоренці          | 3–6, 4–6      |
| Поразка   | 0–2 | Лют 2017 | Memphis Open, США                    | 250 Series   | Тверде (i) | Раян Гаррісон          | 1–6, 4–6      |
| Перемога  | 1–2 | Лип 2018 | Hamburg European Open, Німеччина     | 500 Series   | Ґрунт      | Леонардо Маєр          | 6–4, 0–6, 7–5 |
| Перемога  | 2–2 | Жов 2018 | China Open, КНР                      | 500 Series   | Тверде     | Хуан Мартін дель Потро | 6–4, 6–4      |
| Перемога  | 3–2 | Лип 2019 | Hamburg European Open, Німеччина (2) | 500 Series   | Ґрунт      | Андрій Рубльов         | 7–5, 4–6, 6–3 |
| Перемога  | 4–2 | Бер 2021 | Qatar ExxonMobil Open, Катар         | 250 Series   | Тверде     | Роберто Баутіста Аґут  | 7–6(7–5), 6–2 |
| Перемога  | 5–2 | Тра 2021 | BMW Open, Німеччина                  | 250 Series   | Ґрунт      | Ян-Леннард Штруфф      | 6–4, 7–6(7–5) |
| Поразка   | 5–3 | Жов 2021 | Indian Wells Open, США               | Masters 1000 | Тверде     | Кемерон Норрі          | 6–3, 4–6, 1–6 |
| Поразка   | 5–4 | Лют 2022 | Катар Open, Катар                    | 250 Series   | Тверде     | Роберто Баутіста Агут  | 3–6, 4–6      |